# Olbia Calcio 1905 2018-2019
Questa voce raccoglie le informazioni riguardanti l'Olbia Calcio 1905 nelle competizioni ufficiali della stagione 2018-2019.

## Divise e sponsor
Il fornitore tecnico per la stagione 2018-2019 è Macron mentre gli sponsor di maglia sono bellaisola.it, Gruppo Grendi e Lucianu Trasporti (nel retro sotto il numero di maglia).
| Casa | Trasferta | Terza divisa |

## Organigramma societario
Consiglio di Amministrazione
- Presidente: Alessandro Marino
- Vicepresidente: Alexandre Tartara
- Consiglieri: Massimo Curreli, Gian Renzo Bazzu

Area Organizzativa
- Direttore Sportivo: Pierluigi Carta
- Segretario Generale Sportivo: Marco Ravelli
- Segreteria: Tonino Loverci, Lucio Deiana, Gianpaolo Granara
- Team Manager: Alessio Busi
- Responsabile Comunicazione e Ufficio Stampa: Matteo Sechi
- Social Media Manager: Stefano Sambati
- Responsabile Commerciale: Gian Marco Giua
- Delegato alla Sicurezza: Fabio Macciocu
- Responsabile Amministrazione: Pier Gabriele Carta
- Amministrazione: Ilaria Piccinnu
- Responsabile Rapporti con la Tifoseria: Massimo Curreli
- Magazziniere: Giorgio Grooza
- Fotografo Ufficiale: Sandro Giordano

Area Sanitaria
- Responsabile Sanitario: Carlo Piredda
- Medici Sociali: Pasquale Ruiu, Guido Sari
- Fisioterapisti: Francesco Todde, Giovanni Pirastru

Staff Tecnico
- Allenatore: Michele Filippi
- Allenatore in Seconda: Luca Raineri
- Allenatore dei Portieri: Fabrizio Martellotta
- Preparatore Atletico: Matteo Pantaleoni

## Rosa
Rosa e numerazione sono aggiornate al 1 settembre 2018.
| N. |                     | Ruolo | Calciatore                  |
| -- | ------------------- | ----- | --------------------------- |
| 1  | Italia (bandiera)   | P     | Luca Crosta                 |
| 2  | Italia (bandiera)   | D     | Simone Pinna                |
| 3  | Italia (bandiera)   | D     | Mattia Pitzalis             |
| 4  | Italia (bandiera)   | D     | Gabriele Bellodi            |
| 5  | Italia (bandiera)   | D     | Gabriele Dalla Bernardina   |
| 6  | Italia (bandiera)   | D     | Luca Iotti                  |
| 7  | Colombia (bandiera) | A     | Damir Ceter                 |
| 8  | Italia (bandiera)   | C     | Andrea Vallocchia           |
| 9  | Italia (bandiera)   | A     | Roberto Ogunseye            |
| 10 | Italia (bandiera)   | A     | Daniele Ragatzu             |
| 11 | Italia (bandiera)   | C     | Marco Piredda               |
| 12 | Italia (bandiera)   | P     | Thomas Romboli              |
| 13 | Italia (bandiera)   | C     | Nicholas Pennington         |
| 14 | Italia (bandiera)   | D     | Francesco Pisano (capitano) |

| N. |                        | Ruolo | Calciatore           |
| -- | ---------------------- | ----- | -------------------- |
| 15 | Italia (bandiera)      | D     | Francesco Cusumano   |
| 16 | Italia (bandiera)      | C     | Filippo Gemmi        |
| 17 | Italia (bandiera)      | A     | Yuri Senesi          |
| 18 | Ghana (bandiera)       | C     | Joseph Tetteh        |
| 19 | Italia (bandiera)      | C     | Roberto Biancu       |
| 20 | Italia (bandiera)      | C     | Mattia Muroni        |
| 21 | Colombia (bandiera)    | D     | Jherson Vergara      |
| 22 | Paesi Bassi (bandiera) | P     | Maarten Van der Want |
| 23 | Italia (bandiera)      | D     | Matteo Cotali        |
| 25 | Italia (bandiera)      | A     | Antonio Martiniello  |
| 28 | Italia (bandiera)      | A     | Claudio Maffei       |
| 30 | Italia (bandiera)      | A     | Diego Peralta        |
| 33 | Italia (bandiera)      | P     | Leonardo Marson      |
| 38 | Italia (bandiera)      | C     | Fabrizio Caligara    |

## Calciomercato

### Sessione estiva(dal 01/07 al 31/08)
| Acquisti | Acquisti            | Acquisti       | Acquisti      |
| R.       | Nome                | da             | Modalità      |
| -------- | ------------------- | -------------- | ------------- |
| P        | Luca Crosta         | Cagliari       | prestito      |
| P        | Leonardo Marson     | Palermo        | definitivo    |
| D        | Gabriele Bellodi    | Milan          | prestito      |
| D        | Francesco Cusumano  | Cagliari       | prestito      |
| D        | Andrea Mastino      | Cagliari       | definitivo    |
| D        | Mattia Pitzalis     | Cagliari       | prestito      |
| D        | Jherson Vergara     | Cagliari       | prestito      |
| C        | Fabrizio Caligara   | Cagliari       | prestito      |
| C        | Nicholas Pennington | Cagliari       | definitivo    |
| C        | Joseph Tetteh       | Cagliari       | definitivo    |
| C        | Andrea Vallocchia   | Sambenedettese | definitivo    |
| A        | Davide Arras        | Reggina        | fine prestito |
| A        | Antonio Martiniello | Cavese         | definitivo    |

| Cessioni | Cessioni           | Cessioni  | Cessioni      |
| R.       | Nome               | a         | Modalità      |
| -------- | ------------------ | --------- | ------------- |
| P        | Simone Aresti      | Cagliari  | definitivo    |
| P        | Adam Idrissi       | Cagliari  | fine prestito |
| D        | Paolo Dametto      |           | svincolato    |
| D        | Nicolas Delvecchio |           | svincolato    |
| D        | Maxime Leverbe     | Sampdoria | fine prestito |
| D        | Nicola Manca       | Cagliari  | fine prestito |
| D        | Andrea Mastino     | Gavorrano | prestito      |
| D        | Vasco Oliveira     | Cagliari  | fine prestito |
| C        | Andrea Feola       | Bari      | definitivo    |
| C        | Enrico Geroni      | Rezzato   | definitivo    |
| C        | Alessio Murgia     | Cagliari  | fine prestito |
| C        | Gabriel Soro       | Budoni    | prestito      |
| C        | Luca Vispo         | Budoni    | svincolato    |
| A        | Davide Arras       | Cuneo     | definitivo    |
| A        | Song Hyok Choe     | Perugia   | fine prestito |
| A        | Antonio Mossa      | Pro Sesto | prestito      |
| A        | Christian Silenzi  |           | svincolato    |

## Risultati

### Coppa Italia Serie C

#### Fase a gironi
| Squadra   | P.ti | G | V | N | P | GF | GS | DR |
| --------- | ---- | - | - | - | - | -- | -- | -- |
| Arzachena | 4    | 2 | 1 | 1 | 0 | 3  | 2  | +1 |
| Olbia     | 1    | 2 | 0 | 1 | 1 | 2  | 3  | -1 |

| Arbitro: | Giordano (Novara) |

|             |           |           |
| Ceter 90+1’ | Marcatori | 50’ Sanna |

| Arbitro: | Gualtieri (Asti) |

|                 |           |           |
| Moi 14’ Loi 46’ | Marcatori | 83’ Ceter |

## Statistiche

### Statistiche di squadra
| Competizione         | Punti         | In casa | In casa | In casa | In casa | In casa | In casa | In trasferta | In trasferta | In trasferta | In trasferta | In trasferta | In trasferta | Totale | Totale | Totale | Totale | Totale | Totale | D.R. |
| Competizione         | Punti         | G       | V       | N       | P       | Gf      | Gs      | G            | V            | N            | P            | Gf           | Gs           | G      | V      | N      | P      | Gf     | Gs     | D.R. |
| -------------------- | ------------- | ------- | ------- | ------- | ------- | ------- | ------- | ------------ | ------------ | ------------ | ------------ | ------------ | ------------ | ------ | ------ | ------ | ------ | ------ | ------ | ---- |
| Serie C              | 38            | 18      | 4       | 6       | 8       | 14      | 19      | 19           | 5            | 5            | 9            | 26           | 30           | 37     | 9      | 11     | 17     | 40     | 49     | -9   |
| Coppa Italia Serie C | Fase a gironi | 1       | 0       | 1       | 0       | 1       | 1       | 1            | 0            | 0            | 1            | 1            | 2            | 2      | 0      | 1      | 1      | 2      | 3      | -1   |
| Totale               | 38            | 19      | 4       | 7       | 8       | 15      | 20      | 20           | 5            | 5            | 10           | 27           | 32           | 39     | 9      | 12     | 18     | 42     | 52     | -10  |